# Noruega nos Jogos Olímpicos de Inverno de 1988
Noruega participou dos Jogos Olímpicos de Inverno de 1988, realizados em Calgary, no Canadá. 
Foi a 15ª aparição do país nos Jogos Olímpicos de Inverno, onde foi representado por 63 atletas, sendo 53 homens e 10 mulheres, que competiram em sete esportes. A delegação norueguesa terminou a competição com cinco medalhas (três de prata e duas de bronze), mas nenhuma delas de ouro, marcando a única vez que isso ocorreu em Jogos Olímpicos de Inverno.

## Competidores
Esta foi a participação por modalidade nesta edição:
| Esporte                 | Masculino | Feminino | Total |
| ----------------------- | --------- | -------- | ----- |
| Biatlo                  | 6         | 0        | 6     |
| Combinado nórdico       | 4         | 0        | 4     |
| Esqui alpino            | 3         | 0        | 3     |
| Esqui cross-country     | 7         | 8        | 15    |
| Hóquei no gelo          | 23        | 0        | 23    |
| Patinação de velocidade | 5         | 2        | 7     |
| Salto de esqui          | 5         | 0        | 5     |
| Total                   | 53        | 10       | 63    |

## Medalhas
| Atleta                                                                    | Esporte             | Evento                      | Medalha |
| ------------------------------------------------------------------------- | ------------------- | --------------------------- | ------- |
| Pål Gunnar Mikkelsplass                                                   | Esqui cross-country | 15 km clássico masculino    | Prata   |
| Trude Dybendahl Marit Wold Anne Jahren Marianne Dahlmo                    | Esqui cross-country | Revezamento 4x5 km feminino | Prata   |
| Erik Johnsen                                                              | Salto de esqui      | Pista longa individual      | Prata   |
| Vegard Ulvang                                                             | Esqui cross-country | 30 km clássico masculino    | Bronze  |
| Ole Christian Eidhammer Jon Inge Kjørum Ole Gunnar Fidjestøl Erik Johnsen | Salto de esqui      | Pista longa por equipes     | Bronze  |

## Desempenho

### Biatlo
Masculino
| Atleta                                              | Evento               | Faltas | Tempo     | Pos. | Ref.  |
| --------------------------------------------------- | -------------------- | ------ | --------- | ---- | ----- |
| Geir Einang                                         | Velocidade 10 km     | 0      | 26:13.3   | 11º  | [ 4 ] |
| Sverre Istad                                        | Velocidade 10 km     | 5      | 27:34.3   | 30º  | [ 4 ] |
| Frode Løberg                                        | Velocidade 10 km     | 1      | 26:32.9   | 14º  | [ 4 ] |
| Frode Løberg                                        | Individual 20 km     | 4      | 1:00:52.7 | 20º  | [ 5 ] |
| Eirik Kvalfoss                                      | Velocidade 10 km     | 4      | 26:51.9   | 20º  | [ 4 ] |
| Eirik Kvalfoss                                      | Individual 20 km     | 3      | 57:54.6   | 6º   | [ 5 ] |
| Gisle Fenne                                         | Individual 20 km     | 5      | 1:01:56.5 | 30º  | [ 5 ] |
| Sylfest Glimsdal                                    | Individual 20 km     | 8      | 1:03:46.9 | 39º  | [ 5 ] |
| Geir Einang Frode Løberg Gisle Fenne Eirik Kvalfoss | Revezamento 4x7,5 km | 0      | 1:25:57.0 | 6º   | [ 6 ] |

### Combinado nórdico
Masculino
| Atleta                                                | Evento     | Salto de esqui | Salto de esqui | Cross-country | Cross-country | Total     | Total | Ref.  |
| Atleta                                                | Evento     | Pontos         | Pos.           | Largada       | Tempo         | Tempo     | Pos.  | Ref.  |
| ----------------------------------------------------- | ---------- | -------------- | -------------- | ------------- | ------------- | --------- | ----- | ----- |
| Torbjørn Løkken                                       | Individual | 199.4          | 19º            | +3:14.0       | 37:39.0       | 40:53.0   | 6º    | [ 7 ] |
| Trond Arne Bredesen                                   | Individual | 215.2          | 6º             | +1:28.7       | 40:13.9       | 41:42.6   | 11º   | [ 7 ] |
| Hallstein Bøgseth                                     | Individual | 197.7          | 22º            | +3:25.4       | 40:14.0       | 43:39.4   | 23º   | [ 7 ] |
| Knut Leo Abrahamsen                                   | Individual | 204.1          | 16º            | +2:42.7       | 41:23.5       | 44:06.2   | 26º   | [ 7 ] |
| Hallstein Bøgseth Trond Arne Bredesen Torbjørn Løkken | Equipes    | 596.6          | 3º             | +2:46         | 1:18:48.4     | 1:21:34.4 | 4º    | [ 7 ] |

### Esqui alpino
Masculino
| Atleta               | Evento         | Descida 1 | Descida 2 | Total   | Total | Ref.   |
| Atleta               | Evento         | Tempo     | Tempo     | Tempo   | Pos.  | Ref.   |
| -------------------- | -------------- | --------- | --------- | ------- | ----- | ------ |
| Atle Skårdal         | Downhill       | —         | —         | 2:03.26 | 15º   | [ 8 ]  |
| Atle Skårdal         | Super-G        | —         | —         | DNF     | DNF   | [ 9 ]  |
| Jan Einar Thorsen    | Downhill       | —         | —         | 2:04.77 | 24º   | [ 8 ]  |
| Jan Einar Thorsen    | Super-G        | —         | —         | DNF     | DNF   | [ 9 ]  |
| Finn Christian Jagge | Downhill       | —         | —         | 2:07.64 | 35º   | [ 8 ]  |
| Finn Christian Jagge | Super-G        | —         | —         | DNF     | DNF   | [ 9 ]  |
| Finn Christian Jagge | Slalom gigante | 1:09.70   | DNF       | DNF     | DNF   | [ 10 ] |
| Finn Christian Jagge | Slalom         | 53.40     | DNF       | DNF     | DNF   | [ 11 ] |

| Atleta               | Evento    | Downhill | Slalom  | Slalom  | Total  | Total | Ref.   |
| Atleta               | Evento    | Tempo    | Tempo 1 | Tempo 2 | Pontos | Pos.  | Ref.   |
| -------------------- | --------- | -------- | ------- | ------- | ------ | ----- | ------ |
| Atle Skårdal         | Combinado | 1:50.27  | DNF     | –       | DNF    | DNF   | [ 12 ] |
| Jan Einar Thorsen    | Combinado | 1:51.89  | DNF     | –       | DNF    | DNF   | [ 12 ] |
| Finn Christian Jagge | Combinado | 1:54.66  | 43.35   | 42.79   | 95.21  | 9º    | [ 12 ] |

### Esqui cross-country
Masculino
| Atleta                                                        | Evento              | Tempo     | Pos.              | Ref.   |
| ------------------------------------------------------------- | ------------------- | --------- | ----------------- | ------ |
| Oddvar Brå                                                    | 15 km clássico      | 42:17.3   | 4º                | [ 13 ] |
| Terje Langli                                                  | 15 km clássico      | 42:59.3   | 12º               | [ 13 ] |
| Martin Hole                                                   | 30 km clássico      | 1:31:47.5 | 31º               | [ 14 ] |
| Torgeir Bjørn                                                 | 50 km livre         | 2:08:41.0 | 11º               | [ 15 ] |
| Pål Gunnar Mikkelsplass                                       | 15 km clássico      | 41:33.4   | Medalha de prata  | [ 13 ] |
| Pål Gunnar Mikkelsplass                                       | 30 km clássico      | 1:25:44.6 | 6º                | [ 14 ] |
| Pål Gunnar Mikkelsplass                                       | 50 km livre         | 2:08:20.0 | 9º                | [ 15 ] |
| Vegard Ulvang                                                 | 15 km clássico      | 42:31.5   | 7º                | [ 13 ] |
| Vegard Ulvang                                                 | 30 km clássico      | 1:25:11.6 | Medalha de bronze | [ 14 ] |
| Vegard Ulvang                                                 | 50 km livre         | 2:06:32.3 | 4º                | [ 15 ] |
| Tor Håkon Holte                                               | 30 km clássico      | 1:29:59.5 | 21º               | [ 14 ] |
| Tor Håkon Holte                                               | 50 km livre         | 2:12:56.6 | 31º               | [ 15 ] |
| Pål Gunnar Mikkelsplass Oddvar Brå Vegard Ulvang Terje Langli | Revezamento 4x10 km | 1:46:87.7 | 6º                | [ 16 ] |

Feminino
| Atleta                                                 | Evento             | Tempo     | Pos.             | Ref.   |
| ------------------------------------------------------ | ------------------ | --------- | ---------------- | ------ |
| Anne Jahren                                            | 5 km clássico      | 15:12.6   | 4º               | [ 17 ] |
| Anne Jahren                                            | 10 km clássico     | 31:34.1   | 16º              | [ 18 ] |
| Inger Helene Nybråten                                  | 5 km clássico      | 15:17.7   | 6º               | [ 17 ] |
| Inger Helene Nybråten                                  | 10 km clássico     | 30:51.7   | 6º               | [ 18 ] |
| Brit Pettersen                                         | 5 km clássico      | 15:36.7   | 11º              | [ 17 ] |
| Brit Pettersen                                         | 10 km clássico     | 31:20.5   | 14º              | [ 18 ] |
| Marianne Dahlmo                                        | 5 km clássico      | 15:30.4   | 9º               | [ 17 ] |
| Marianne Dahlmo                                        | 20 km livre        | 58:31.1   | 8º               | [ 19 ] |
| Marit Wold                                             | 10 km clássico     | 31:31.6   | 15º              | [ 18 ] |
| Marit Wold                                             | 20 km livre        | 1:00:55.0 | 24º              | [ 19 ] |
| Marit Elveos                                           | 20 km livre        | 59:33.2   | 18º              | [ 19 ] |
| Anette Bøe                                             | 20 km livre        | 59:45.8   | 20º              | [ 19 ] |
| Trude Dybendahl Marit Wold Anne Jahren Marianne Dahlmo | Revezamento 4x5 km | 1:01:33.0 | Medalha de prata | [ 20 ] |

### Hóquei no gelo
Masculino
| Equipe | Equipe | Primeira fase | Primeira fase | Fase de consolação                               | Fase de consolação | Fase final             | Fase final  | Ref.   |
| Equipe | Equipe | Adversário e resultado | Pos.          | Adversário e resultado                           | Pos.               | Adversário e resultado | Pos.        | Ref.   |
| --- | --- | --- | ------------- | ------------------------------------------------ | ------------------ | ---------------------- | ----------- | ------ |
| Jarl Eriksen Vern Mott Cato Tom Andersen Morgan Andersen Tor Helge Eikeland Åge Ellingsen Tommy Skaarberg Truls Kristiansen Kim Søgaard Petter Salsten Jørgen Salsten Arne Billkvam | Stephen Foyn Jarle Friis Rune Gulliksen Geir Hoff Roy Johansen Erik Kristiansen Ørjan Løvdal Sigurd Thinn Petter Thoresen Marius Voigt Lars Bergseng | URS União Soviética D 0–5 FRG Alemanha Ocidental D 3–7 TCH Checoslováquia D 1–10 USA Estados Unidos D 3–6 AUT Áustria E 4–4 | 6º (Gr. B)    | Disputa 11º lugar FRA França E 6–6 (pro, 0–2 so) | 12º                | Não avançou            | Não avançou | [ 21 ] |

### Patinação de velocidade
Masculino
| Atleta            | Evento  | Tempo    | Pos. | Ref.   |
| ----------------- | ------- | -------- | ---- | ------ |
| Frode Rønning     | 500 m   | 37.31    | 10º  | [ 22 ] |
| Frode Rønning     | 1000 m  | 1:15.39  | 25º  | [ 23 ] |
| Bjørn Hagen       | 500 m   | 37.69    | 18º  | [ 22 ] |
| Bjørn Hagen       | 1000 m  | DNF      | DNF  | [ 23 ] |
| Rolf Falk-Larssen | 1000 m  | 1:15.42  | 26º  | [ 23 ] |
| Rolf Falk-Larssen | 1500 m  | 1:55.94  | 21º  | [ 24 ] |
| Rolf Falk-Larssen | 5000 m  | 6:54.37  | 12º  | [ 25 ] |
| Frode Syvertsen   | 1500 m  | 1:58.37  | 33º  | [ 24 ] |
| Frode Syvertsen   | 5000 m  | 7:05.57  | 33º  | [ 25 ] |
| Frode Syvertsen   | 10000 m | 14:32.08 | 21º  | [ 26 ] |
| Geir Karlstad     | 5000 m  | 6:50.88  | 7º   | [ 25 ] |
| Geir Karlstad     | 10000 m | DNF      | DNF  | [ 26 ] |

Feminino
| Atleta               | Evento | Tempo   | Pos. | Ref.   |
| -------------------- | ------ | ------- | ---- | ------ |
| Edel Therese Høiseth | 500 m  | 40.95   | 14º  | [ 27 ] |
| Edel Therese Høiseth | 1000 m | 1:21.90 | 15º  | [ 28 ] |
| Edel Therese Høiseth | 1500 m | 2:09.34 | 20º  | [ 29 ] |
| Minna Nystedt        | 1500 m | 2:12.40 | 25º  | [ 29 ] |
| Minna Nystedt        | 3000 m | 4:35.35 | 25º  | [ 30 ] |
| Minna Nystedt        | 5000 m | 7:54.11 | 24º  | [ 31 ] |

### Salto de esqui
Masculino
| Atleta                                                                    | Evento                  | Salto 1                | Salto 1            | Salto 2                | Salto 2             | Total  | Total             | Ref.   |
| Atleta                                                                    | Evento                  | Distância              | Pontos             | Distância              | Pontos              | Pontos | Pos.              | Ref.   |
| ------------------------------------------------------------------------- | ----------------------- | ---------------------- | ------------------ | ---------------------- | ------------------- | ------ | ----------------- | ------ |
| Ole Gunnar Fidjestøl                                                      | Pista normal individual | 79.5                   | 91.3               | 80.0                   | 93.1                | 184.4  | 22º               | [ 32 ] |
| Ole Christian Eidhammer                                                   | Pista normal individual | 79.5                   | 92.3               | 80.5                   | 94.4                | 186.7  | 19º               | [ 32 ] |
| Ole Christian Eidhammer                                                   | Pista longa individual  | 108.5                  | 104.8              | 98.0                   | 83.1                | 187.9  | 7º                | [ 33 ] |
| Erik Johnsen                                                              | Pista normal individual | 75.0                   | 80.1               | 79.0                   | 91.0                | 171.1  | 41º               | [ 32 ] |
| Erik Johnsen                                                              | Pista longa individual  | 114.5                  | 113.7              | 102.0                  | 94.2                | 207.9  | Medalha de prata  | [ 33 ] |
| Vegard Opaas                                                              | Pista normal individual | 80.5                   | 92.9               | 72.0                   | 73.3                | 166.2  | 45º               | [ 32 ] |
| Vegard Opaas                                                              | Pista longa individual  | 106.0                  | 99.8               | 97.5                   | 85.4                | 185.2  | 19º               | [ 33 ] |
| Jon Inge Kjørum                                                           | Pista longa individual  | 107.0                  | 99.2               | 101.5                  | 90.0                | 189.2  | 15º               | [ 33 ] |
| Ole Christian Eidhammer Jon Inge Kjørum Ole Gunnar Fidjestøl Erik Johnsen | Pista longa por equipes | 102.0 78.0 104.5 109.5 | 43.2 9.6 46.7 53.7 | 96.5 101.0 107.0 111.5 | 35.5 41.8 50.2 56.5 | 596.1  | Medalha de bronze | [ 34 ] |

Legenda
| Recorde mundial      | Recorde mundial (World record)               |                       | Recorde africano                      | Recorde africano (African) |                                           | Q | Classificado por posição (Qualified) |
| Recorde olímpico     | Recorde olímpico (Olympic record)            | Recorde da América    | Recorde da América (Americas)         | q                          | Classificado por melhor tempo (Qualified) |   |                                      |
| Melhor marca do ano  | Melhor marca do ano (World leading)          | Recorde asiático      | Recorde asiático (Asian)              | DNS                        | Não largou (Did not start)                |   |                                      |
| Recorde nacional     | Recorde nacional (National record)           | Recorde europeu       | Recorde europeu (European)            | DNF                        | Não terminou (Did not finish)             |   |                                      |
| Recorde pessoal      | Recorde pessoal do atleta (Personal best)    | Recorde da Oceania    | Recorde da Oceania (Oceania)          | DSQ / DQ                   | Desclassificado (Disqualified)            |   |                                      |
| Recorde da temporada | Recorde da temporada do atleta (Season best) | Recorde sul-americano | Recorde sul-americano (South America) | NM                         | Sem marca (No mark)                       |   |                                      |